# Žvan
Žvan  je priimek več znanih Slovencev:
- Andrej Žvan (1901—1964), igralec, režiser, lutkovni avtor
- Andrej-Boris Žvan (1915—1945), partizan prvoborec, narodni heroj
- Anton Žvan (1927—2015), filozof
- Bojana Žvan, zdravnica nevrologinja
- Davorin Žvan (1914—1976), športni (smučarski) delavec
- France Žvan (1904—1964), kipar, rezbar
- Grega Žvan (*1997), hokejist (& gorski kolesar?)
- Ivan Žvan (1829—1920), planinec, ustanovitelj prvega slov. planinskega društva Triglav
- Jean Žvan, rekviziter, 3-D animator
- Katja Žvan Elliott, profesorica politologije na maroški ameriški univerzi Al Akhawayn in feministka
- Matej Žvan (*1983), motokrosist
- Milan Žvan (*1953), kineziolog
- Vukosav Žvan (1937—2012), psihiater
- Zvonimir Žvan, podobar v Bohinju
- Žiga Žvan (*1981), šahist

#### Tuj nosilec priimka:
- Antun Žvan, hrvaški politik, publicist in založnik